# Габриела Бабник
Габриела Бабник (на словенски: Gabriela Babnik) е словенска преводачка, журналистка, литературен критик и писателка на произведения в жанра драма и любовен роман.

## Биография и творчество
Габриела Бабник е родена през 1979 г. в Гьопинген, Германия.
Завършва през 2005 г. специалност сравнително литературознание в Люблянския университет. След дипломирането си пътува до Африка и остава повече в Буркина Фасо, като пътуването и впечатленията от там стават вдъхновение за голяма част от нейните творби. Прави превод на книгата на нигерийската писателка Чимаманда Нгози Адичие, „Половината на жълтото слънце“. Получава магистърска степен по съвременна нигерийска филология през 2010 г. в Люблянския университет.
Първият ѝ роман „Koža iz bombaža“ (Памучна кожа) е издаден през 2007 г. Той печели наградата за най-добра първа книга на Словенския панаир на книгата през 2007 г.
Вторият ѝ роман „V visoki travi“ (Във високата трева) от 2009 г. е номиниран за най-добър роман.
През 2012 г. е издаден романа ѝ „Сух период“. В историята се срещат шестдесет и две годишна художничка със средноевропейски произход и двадесет и седем годишен африканец, отраснал на улицата и ставал жертва на множество злоупотреби. Сближават се във времето на харматана – сухия период, за да може героинята да открие какво е изгубила в определените ѝ от природата роли – на дъщеря, на жена и на майка. В романа са включени елементи на магически реализъм и фрагменти от африканската политическа реалност. През 2013 г. романът получава наградата за литература на Европейския съюз.
Пише редовно от 2002 г. литературна и филмова критика в националните вестници и списания в Словения. Като литературен критик е отличена с наградата за млади критици „Йосип Стритар“ през 2013 г.
От 2015 г. е вицепрезидент на Асоциацията на писателите в Словения.
Габриела Бабник живее със семейството си в Словения и в Африка.

## Произведения

### Самостоятелни романи
- Koža iz bombaža (2007)
- V visoki travi (2009)
- Sušna doba (2012) – награда за литература на Европейския съюз
Сух период, изд.: ИК „Прозорец“, София (2016), прев. Виктория Менкаджиева
- Intimno (2015)
- Tri smrti (2019)